# Michael Weston
Michael Weston (New York, 25 oktober 1973) is een Amerikaans acteur. Hij is een zoon van actrice Judi West en acteur John Rubinstein en heette bij zijn geboorte Michael Rubinstein. Hij veranderde in 2000 zijn achternaam naar die van zijn moeder omdat er al een andere Michael Rubinstein stond geregistreerd bij het Screen Actors Guild. Weston won in 2000 de juryprijs voor beste bijrolspeler van het New York International Independent Film & Video Festival voor het spelen van Bugs in de romantische dramafilm Sally.
Weston debuteerde in 1999 op het witte doek als Jimmy in de tragikomedie Getting to Know You. Sindsdien speelde hij in meer dan vijftien andere films. Daarnaast verscheen hij als wederkerend personage in verschillende televisieseries. Weston was voor het eerst in meer dan een handvol afleveringen te zien toen hij in 2008 gecast werd door de makers van House. Als privédetective Lucas Douglas werd hij daarin door hoofdpersonage Gregory House (Hugh Laurie) ingehuurd om onder andere zijn beste vriend James Wilson (Robert Sean Leonard) na te trekken op mogelijk gênante zaken.
Weston is bevriend met Zach Braff. Ze speelden samen in de films Getting to Know You, Garden State, The Last Kiss en Wish I Was Here en in verschillende afleveringen van de televisieserie Scrubs.

## Filmografie
*Exclusief televisiefilms
| - Speed Kills (2018) - The Mad Whale (2017) - Gravy (2015) - See You in Valhalla (2015) - Wish I Was Here (2014) - Gus (2013) - Liberal Arts (2012) - Brooklyn Brothers Beat the Best (2011) - Love, Wedding, Marriage (2011) - Gamer (2009) - State of Play (2009) - Crank: High Voltage (2009) - Pathology (2008) - Wedding Daze (2006) | - The Last Kiss (2006) - Looking for Sunday (2006 - The Dukes of Hazzard (2005) - Garden State (2004) - Final Draft (2003) - Wishcraft (2002) - Hart's War (2002) - Evil Alien Conquerors (2002) - Lucky Numbers (2000) - Sally (2000) - Coyote Ugly (2000) - Cherry Falls (2000) - Getting to Know You (1999) |

## Televisieseries
*Exclusief eenmalige rollen
- The Resident - Gordon Page (2018-2019, tien afleveringen)
- Houdini and Doyle - Harry Houdini (2016, tien afleveringen)
- Elementary Oscar Rankin (2015 twee afleveringen)
- Those Who Kill - Walker (2014, drie afleveringen)
- Psych - Adam Hornstock (2007-2014, twee afleveringen)
- Coma - Peter Arno (2012, twee afleveringen)
- House - Lucas Douglas (2008-2010, tien afleveringen)
- Law & Order: Special Victims Unit - Simon Marsden (2007-2019, vijf afleveringen)
- Scrubs - Private Brian Dancer (2007, vier afleveringen)
- ER - Rafe Hendricks (2006), twee afleveringen
- Six Feet Under - Jake (2004-2005, vier afleveringen)

- Bibliothèque nationale de France: cb15599645c (data)
- International Standard Name Identifier: 0000 0001 1448 0437
- Library of Congress Control Number: no2007010751
- Système universitaire de documentation: 167365908
- Virtual International Authority File: 74173367
- WorldCat: E39PBJpPyphT3Yf4RF3fbBXcfq